# 维克托·索霍
维克托·索霍（西班牙語：Víctor Sojo，1983年11月24日—），西班牙男子曲棍球运动员。他曾代表西班牙参加2004年和2008年夏季奥林匹克运动会曲棍球比赛，其中2008年奥运会获得一枚银牌。